# Tuomas Kansikas
 (février 2013).
Tuomas Kansikas est un footballeur finlandais né le 15 mai 1981 à Valkeala en Finlande. Il joue au HJK Helsinki. 
Il compte 8 matchs en Ligue des champions, 1 match en Coupe UEFA et 4 matchs en Ligue Europa.

## Palmarès
- Champion de Finlande en 2005 avec MyPa, en 2009, 2010, 2011, 2012 et 2013 avec le HJK Helsinki

- Vainqueur de la Coupe de Finlande en 2011 avec le HJK Helsinki